# 산테우페미아아마이엘라
산테우페미아아마이엘라(이탈리아어: Sant'Eufemia a Maiella)는 이탈리아 아브루초주 페스카라도에 위치한 코무네다. 마이엘라 국립공원에 위치한다.